# Zouk
Zouk – tradycyjny styl w muzyce karaibskiej, zapoczątkowany na francuskojęzycznych wyspach Gwadelupa i Martynika. Zyskał światową popularność w latach 80., nadal pozostaje popularny również na innych wyspach tego regionu oraz we Francji. Wraz ze związanym z tym gatunkiem językiem kreolskim stanowi ważny element lokalnej kreolskiej tożsamości. Nazwa prawdopodobnie stanowi skrót francuskiego słowa „mazurka”, zmodyfikowanego tańca polskiego, zaadaptowanego na Karaibach w XIX wieku, i bardzo popularnego na wyspach na początku XX wieku. Współczesny zouk stanowi mieszaninę calypso i reggae z pewnymi wpływami muzyki amerykańskiej.